# Evinacumab
Evinacumab (REGN1500) est un anticorps monoclonal dirigé contre l'angiopoietin-like 3 ( ANGPTL3). C'est une protéine humaine codée par le gène ANGPTL3.
Elle fait partie de la famille des angiopoietin-like . C'est une protéine inhibitrice de la lipoprotéine-lipase et de la lipase endothéliale. Elle joue un rôle majeur dans la re-capture des triglycérides circulants. Evinacumab a donc été développé en vue de traiter les dyslipidémies.
Il permet une diminution de moitié du taux du LDL cholestérol en cas d'hypercholestérolémie familiale de tyme homozygote. Toutefois, probablement du fait du manque de recul, il n'a, pour l'instant pas démontré d'efficacité sur la réduction des accidents cardiovasculaires.
Sa tolérance est bonne.
Il s'agit d'un médicament en développement par Regeneron Pharmaceuticals, Inc. Le prix annuel de traitement est, en 2021, d'environ 450 000 dollars.